# Ільдіко Рейтьо
Ільдіко Рейтьо (11 травня 1937 , Будапешт ) — угорська фехтувальниця на рапірах, чемпіонка, срібна та бронзова призерка Олімпійських ігор, чемпіонка світу.

## Виступи на Олімпіадах
| Олімпіада     | Дисципліна           | Місце |
| ------------- | -------------------- | ----- |
| Рим 1960      | індивідуальна рапіра | 11    |
| Рим 1960      | командна рапіра      | 2     |
| Токіо 1964    | індивідуальна рапіра | 1     |
| Токіо 1964    | командна рапіра      | 1     |
| Мехіко 1968   | індивідуальна рапіра | 3     |
| Мехіко 1968   | командна рапіра      | 2     |
| Мюнхен 1972   | індивідуальна рапіра | 21    |
| Мюнхен 1972   | командна рапіра      | 2     |
| Мельбурн 1976 | індивідуальна рапіра | 31    |
| Мельбурн 1976 | командна рапіра      | 3     |